# 1415 Malautra
1415 Malautra eller 1937 EA är en asteroid i huvudbältet som upptäcktes den 4 mars 1937 av den franske astronomen Louis Boyer vid Algerobservatoriet. Den har fått sitt namn efter upptäckarens fru, Malautra Boyer.
Asteroiden har en diameter på ungefär 7 kilometer.